# Irène Tamba
Irène Tamba, née Irène Mecz, le 3 avril 1940 à Marseille, est une linguiste française, enseignante et chercheur spécialisée en linguistique japonaise et occidentale.

## Biographie et domaines d'activité
Après des études de lettres classiques à Aix-en-Provence, elle obtient l'agrégation de grammaire en 1962, se spécialise en grammaire comparative classique (français, grec, latin), et devient diplômée de japonais de l'Institut national des langues et civilisations orientales à Paris en 1967. Elle obtient son doctorat d'État à l'Université Sorbonne en 1977. Sa carrière d'enseignante s'est déroulé dans les lycées de Nîmes, Mantes-la-Jolie et au lycée pilote de Sèvres, puis aux universités de Hiroshima (Japon), Nanterre, Paris-Sorbonne, Strasbourg. 
À partir de 1988, elle est directeur d'études à l'École des hautes études en sciences sociales et au Centre de recherches linguistiques de l'Asie Orientale (CRLAO) à Paris, le seul laboratoire européen qui consacre la totalité de ses travaux à la linguistique d’Asie Orientale. Elle a créé les enseignements de japonais au lycée pilote de Sèvres, à l'université des Sciences humaines de Strasbourg. Elle est l'épouse du compositeur de musique japonais Akira Tamba.
Ses recherches portent essentiellement sur la sémantique contrastive du japonais et du français, sur les catégories linguistiques, la typologie des langues, la traduction. Elle est membre du comité de rédaction de plusieurs revues linguistiques françaises, comme les Cahiers de Linguistique de l'Asie Orientale (CLAO), Faits de langues, L'information grammaticale, et codirectrice, aux Presses universitaires de France, de la collection « Linguistique nouvelle ». Elle a publié plus d'une centaine d'articles dans différentes revues, dirigé des numéros thématiques des revues Langages et Langue française, et signé plusieurs ouvrages, dont La Sémantique (1988), dans la collection « Que sais-je ? » des P.U.F., est une référence régulièrement rééditée.
Dans son essai intitulé Le Hérisson et le renard : une piquante alliance (Klincksieck, 2012), elle retrace le parcours sinueux, à la fois sémantique, philologique, lexicologique et littéraire, de l'union symbolique du hérisson et du renard, à partir d'un aphorisme du poète grec Archiloque, opposant les multiples ruses du renard à l'unique mais imparable stratégie du hérisson, qui se roule en boule : « le renard sait beaucoup de choses, mais le hérisson une seule grande ». Union d'un symbolisme fluctuant, dont Irène Tamba établit l'histoire, de l'Antiquité grecque jusqu'au paléontologue américain Stephen Jay Gould, en interrogeant aussi les classifications et dénominations populaires et scientifiques des animaux.

## Publications
- Musique et structure romanesque dans “À la Recherche du Temps perdu” de M. Proust, en collaboration avec Georges Matoré, Paris, Klincksieck, 1972, 352 p.
- Le Sens figuré, Paris, P.U.F., 1981, 200 p.
- La Sémantique, coll. « Que sais-je ? », Paris, P.U.F., 1988 ; 5eme éd. refondue, 2007, 127 p. Cet ouvrage a été traduit en espagnol (édition mexicaine), portugais (édition brésilienne), en coréen et en japonais.
- Japonais et Coréen, Faits de langues n° 17, dir. avec Raoul Blin, Cahiers de Linguistique Asie Orientale, 2001
- Le Hérisson et le Renard : un piquante alliance, Paris, Klincksieck, 2012, 155 p.